# Staurastrum polymorphum
Staurastrum polymorphum  là một loài Song tinh tảo trong họ Desmidiaceae, thuộc chi Staurastrum.